# Duellmanohyla salvavida
Duellmanohyla salvavida är en groddjursart som först beskrevs av James R. McCranie och Wilson 1986.  Duellmanohyla salvavida ingår i släktet Duellmanohyla och familjen lövgrodor. IUCN kategoriserar arten globalt som akut hotad. Inga underarter finns listade i Catalogue of Life.